# مستشفى الأمير فيصل بن فهد للطب الرياضي
مستشفى الأمير فيصل بن فهد للطب الرياضي أول مستشفى طب رياضي متخصص في منطقة الشرق الأوسط، أنشئ عام 1985، في مدينة الرياض بالسعودية، ويقدم الرعاية الصحية للرياضيين المحترفين والهواة عبر مختلف أنواع الرياضة ومستويات الأعمار والمهارات. المستشفى يقدم خدماتة بالتعاون مع مؤسسة كليفلاند كلينك في مجال الطب الرياضي.